# Cellule photovoltaïque
Une cellule photovoltaïque, ou cellule solaire, est un composant électronique qui, exposé à la lumière, produit de l’électricité grâce à l’effet photovoltaïque. La puissance électrique obtenue est proportionnelle à la puissance lumineuse incidente et elle dépend du rendement de la cellule. Celle-ci délivre une tension continue et un courant la traverse dès qu'elle est connectée à une charge électrique (en général un onduleur, parfois une simple batterie électrique).
Les cellules photovoltaïques les plus répandues sont constituées de semi-conducteurs, principalement à base de silicium et plus rarement d’autres semi-conducteurs : séléniure de cuivre-indium (CuIn(Se)2, ou CIS), séléniure de cuivre, d'indium et de gallium (CuInGa(Se)2, aussi appelé CIGS), tellurure de cadmium (CdTe), etc. Elles se présentent généralement sous forme de fines plaques d’une dizaine de centimètres de côté.
Les cellules sont souvent réunies dans des modules photovoltaïques ou panneaux solaires photovoltaïques, en fonction de la puissance recherchée.

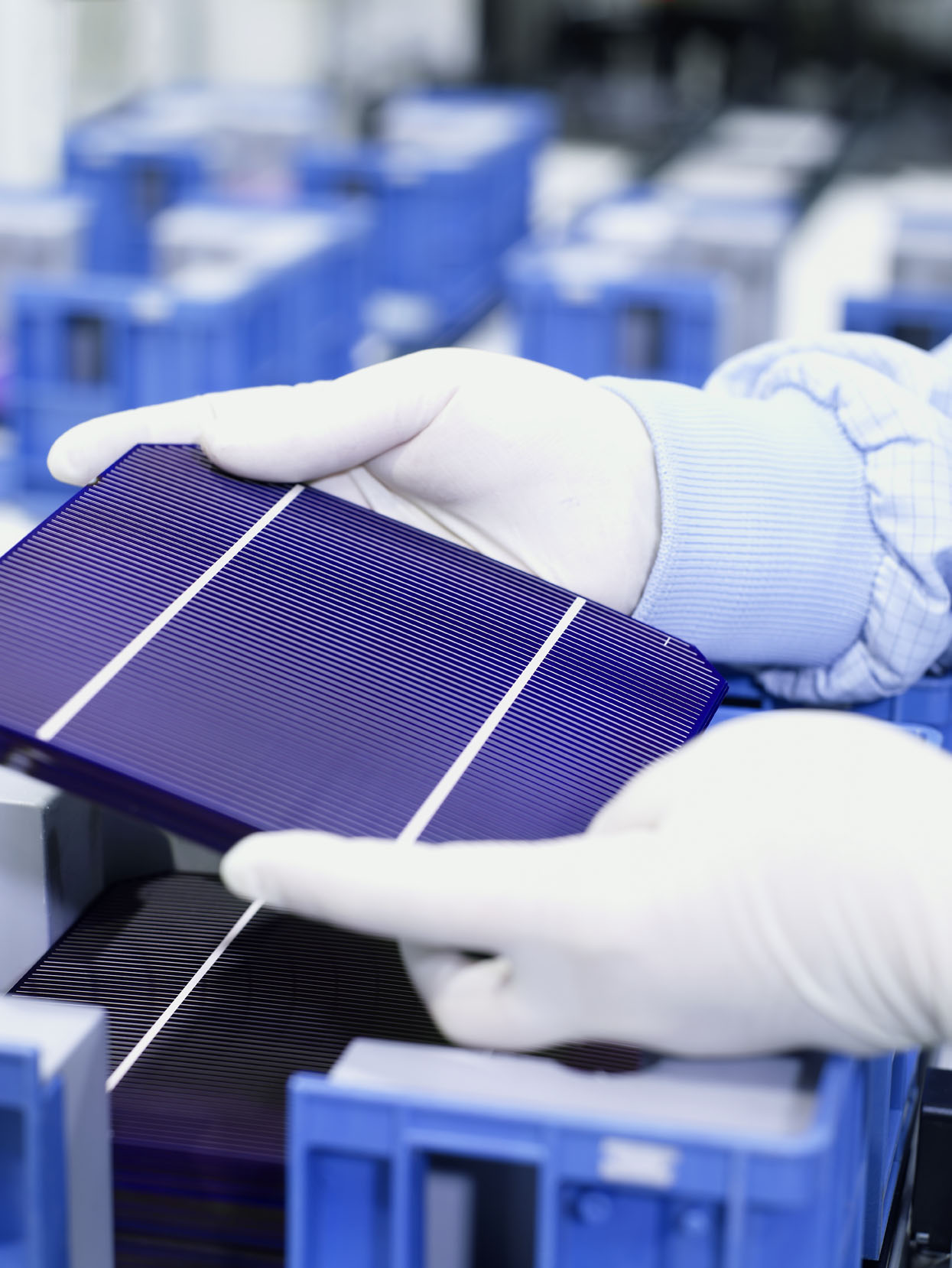
Cellule photovoltaïque en silicium monocristalin.

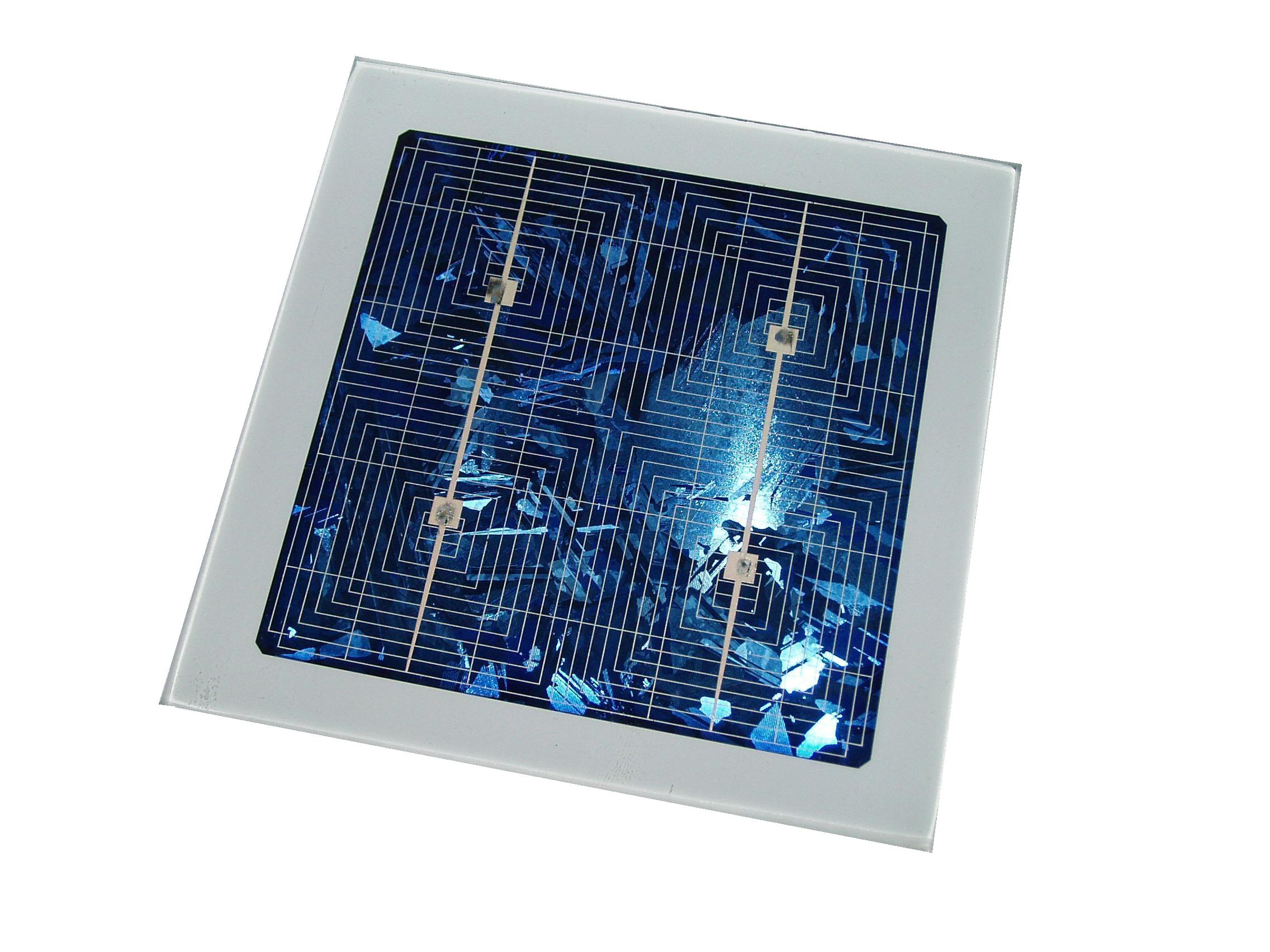
Cellule photovoltaïque de quatre pouces en silicium polycristallin.

## Histoire

Production de cellules photovoltaïques de 1995 à 2013, par pays.

### XIXesiècle
Le principe de l'effet photoélectrique (transformation directe d'énergie portée par la lumière en électricité) est appliqué dès 1839 par Antoine Becquerel et son fils Edmond Becquerel qui note qu'une chaîne d'éléments conducteurs d'électricité donne naissance à une tension électrique quand elle est éclairée.
La fabrication de la première cellule solaire en matériaux semi-conducteurs est attribuée à Charles Fritts en 1883,. Cette cellule atteignait un rendement de près de 1 %, et utilisait de l'or et du sélénium, des matériaux coûteux.

### XXesiècle
Le sélénium puis le silicium (qui a finalement supplanté le cadmium-tellure ou le cadmium-indium-sélénium également testés pour des raisons de coût) se sont montrés propice à la production des premières cellules photovoltaïques : posemètres pour la photographie dès 1914[source insuffisante], puis générateurs. Hassan Kamel Al-Sabbah a alors eu pour projet, en 1928, de faire du Moyen-Orient un « Sahara vert », qui plus tard a inspiré le projet Desertec.
Les faibles rendements des cellules à cette époque ne permettent pas d'applications concrètes des cellules photovoltaïques. Cela change en 1954, où les travaux de Gerald Pearson, Darryl Chapin et Calvin Fuller pour les laboratoires Bell permettent enfin d'aboutir à un rendement de 6 %. 
C'est en 1958 que la première application réelle des cellules photovoltaïques est trouvée, avec l'alimentation des émetteurs radio du satellite Vanguard 1. Le rendement de ces panneaux solaires était alors de 9 %. 
Les années 1960 voient le développement du photovoltaïque avec l'essor des satellites spatiaux, puis dans les années 1970 c'est l'alimentation en électricité des lieux reculés qui permet les premières applications au sol.

### XXIesiècle
La recherche porte aujourd'hui sur de nombreux types de matériaux et de structures, ayant pour objectif l'un ou plusieurs de ces buts :
- augmenter l'efficacité de conversion énergétique ;
- diminuer du prix de l'énergie solaire ;
- améliorer la flexibilité d'application ou exploiter une niche de marché ;
- améliorer fiabilité et durée de vie.

Les techniques utilisées vont des polymères/matériaux organiques (éventuellement souples) aux matériaux dont les composants sont abondants dans la croûte terrestre, en passant par des technologies telles que les points quantiques et beaucoup d'autres encore.

## Principe de fonctionnement

Structure d'une cellule photovoltaïque.

Dans un semi-conducteur exposé à la lumière, un photon d'énergie suffisante (supérieure à la bande interdite, de l'ordre de 1,12 eV, soit une longueur d'onde inférieure à 1,12 μm) arrache un électron à la matrice et crée ainsi un « trou ». En l'absence de dispositif supplémentaire, l'électron trouve rapidement un trou pour se recombiner et l'énergie apportée par le photon est ainsi dissipée. Le principe d'une cellule photovoltaïque est de forcer les électrons et les trous à se diriger chacun vers une face opposée du matériau au lieu de se recombiner en son sein : il apparaîtra une différence de potentiel et donc une tension entre les deux faces, comme dans une pile. L'une des solutions pour atteindre cet objectif, couramment utilisée, est de générer un champ électrique au moyen d'une jonction p-n, c'est-à-dire entre deux couches dopées respectivement P et N.
Typiquement, la couche supérieure de la cellule est composée d'un semi-conducteur dopé N. Dans cette couche, il existe une quantité d'électrons libres supérieure à celle du matériau intrinsèque (i.e. non dopé), d'où l'appellation de dopage N, comme négatif (charge de l'électron). Le matériau reste électriquement neutre : c'est le réseau cristallin qui supporte globalement une charge négative. La couche inférieure de la cellule est généralement composée d'un semi-conducteur dopé P. Cette couche possédera donc en moyenne une quantité d'électrons libres inférieure à celle du matériau intrinsèque (i.e. non dopé), les électrons sont liés au réseau cristallin qui, en conséquence, est chargé positivement. La conduction électrique est assurée par des trous, positifs (P). 
Au moment de la création de la jonction P-N, les électrons libres de la région N diffusent dans la couche P et se recombinent avec les trous de la région P. Il existera ainsi, pendant toute la vie de la jonction, une charge positive de la région N au bord de la jonction (parce que les électrons en sont partis) et une charge négative dans la région P au bord de la jonction (parce que les trous en ont disparu) ; l'ensemble forme la Zone de Charge d'Espace (ZCE) et il existe un champ électrique entre les deux, de N vers P. Ce champ électrique fait de la ZCE une diode, qui ne permet le passage du courant que dans un sens : les électrons peuvent passer de la région P vers la région N, mais pas en sens inverse ; inversement les trous ne passent que de N vers P. 
En fonctionnement, un photon arrache un électron à la matrice, créant un électron libre et un trou. Ces porteurs de charge diffusent jusqu'à la zone de charge d'espace. Là, sous l'effet du champ électrique, ils partent chacun à l'opposé : les électrons s'accumulent dans la région N (qui devient le pôle négatif), tandis que les trous s'accumulent dans la couche dopée P (qui devient le pôle positif). Ce phénomène est plus efficace dans la ZCE, où les porteurs de charges (électrons ou trous) sont séparés immédiatement par le champ électrique. Le phénomène est aussi efficace à proximité immédiate de la ZCE : lorsqu'un photon y crée une paire électron-trou, ils se séparent et ont peu de chance de rencontrer leur opposé, alors que si la création a lieu plus loin de la jonction, le nouvel électron (respectivement le trou) conserve une grande chance de se recombiner avant d'atteindre la zone N (respectivement la zone P). La ZCE est très mince, il est ainsi souvent possible de fabriquer des cellules fines.  
D'un point de vue électrique, une cellule photovoltaïque est l'équivalent d'un générateur de courant auquel on a adjoint une diode. Il faut ajouter des contacts électriques (qui laissent passer la lumière en face éclairée : en pratique, on utilise souvent un contact par une grille), une couche antireflet pour assurer une bonne transmission des photons vers l'absorbeur. Pour que la cellule fonctionne, et produise le maximum de courant, on ajuste le gap du semi-conducteur au niveau d'énergie des photons. On peut éventuellement empiler les jonctions, de façon à exploiter au mieux le spectre d'énergie des photons, ce qui donne les cellules multi-jonctions, aussi appelées « cellules tandem ».

## Matériau: silicium
Le silicium est actuellement le matériau le plus utilisé pour fabriquer les cellules photovoltaïques. On l'obtient par réduction à partir de silice, composé le plus abondant dans la croûte terrestre et notamment dans le sable ou le quartz. La première étape du processus est la production de silicium dit métallurgique, pur à 98 % seulement, obtenu à partir de morceaux de quartz provenant de galets ou d'un gisement filonien (la technique de production industrielle ne permet pas de partir du sable). Le silicium de qualité photovoltaïque doit être purifié jusqu'à plus de 99,999 %, ce qui s'obtient en transformant le silicium en un composé chimique qui sera distillé puis retransformé en silicium.
Le silicium est produit sous forme de lingots de section ronde ou carrée. Ces lingots sont ensuite sciés en fines plaques, le cas échéant mises au carré, de près de 200 µm d'épaisseur, appelées « wafers ». Après un traitement visant à l'enrichir en éléments dopants (P, As, Sb ou B) et ainsi obtenir du silicium semi-conducteur de type P ou N, les wafers sont « métallisés » : des rubans de métal sont incrustés en surface et reliés à des contacts électriques. Une fois métallisés, les wafers deviennent des cellules photovoltaïques.
La production des cellules photovoltaïques nécessite de l'énergie, et on estime qu'un module photovoltaïque doit fonctionner environ deux à trois ans pour compenser l’énergie nécessaire à sa fabrication (durée qu'on appelle retour énergétique),, selon sa technique de fabrication, c'est-à-dire pour produire autant d'énergie qu'il en a été consommée pour sa fabrication. Les techniques de fabrication et les caractéristiques des principaux types de cellules à base de silicium sont décrits dans les trois paragraphes suivants.  
Il existe d'autres types de cellules : les films photovoltaïques ou cellules solaires en couche mince, souples et prometteurs, mais leur utilisation est minoritaire après une baisse drastique des parts de marché dans les années 2000. 
Les matériaux et procédés de fabrication font l'objet de programmes de recherche ambitieux pour réduire les coûts de fabrication et de recyclage des cellules photovoltaïques. De fait, en 2006 et 2007, la croissance de la production mondiale de panneaux solaires a été freinée par manque de silicium et les prix des cellules n'ont pas baissé autant qu'espéré. L'industrie cherche donc à faire baisser la quantité de silicium utilisé. Les cellules monocristallines sont passées de 300 μm d'épaisseur à 200, puis 150 μm en 2019, diminuant la quantité de matière et d'énergie nécessaires, mais aussi les prix. En 2019, des cellules de seulement 0,2 μm d'épaisseur sont produites avec un rendement de 20 %, mais le coût des procédés mis en œuvre ne les rendent accessibles que pour les applications spatiales.

### Silicium amorphe
Les cellules photovoltaïques en silicium amorphe sont fabriquées par dépôt sous vide, à partir de plusieurs gaz. L'une des techniques les plus utilisées est le dépôt chimique en phase vapeur assisté par plasma (PECVD). La cellule est gris très foncé. C'est la cellule des calculatrices et des montres dites « solaires ».
Cette technique a comme avantages :
- de fonctionner avec un éclairement faible ou diffus (même par temps couvert, y compris sous éclairage artificiel de 20 à 3 000 lux) ;
- d'être un peu moins chère que les autres techniques ;
- d'être intégrable sur supports souples ou rigides.

Elle a cependant pour inconvénients : 
- un rendement faible en plein soleil, de 5 à 7 %[16] ;
- une nécessité de couvrir des surfaces plus importantes que lors de l’utilisation de silicium cristallin (ratio Wc/m2 plus faible, environ 60 Wc/m2)[17] ;
- une performance qui diminue avec le temps dans les premiers temps d'exposition à la lumière naturelle (3 à 6 mois), pour se stabiliser ensuite (-10 à -20 % selon la structure de la jonction).[réf. nécessaire],[18],[19]

### Silicium monocristallin

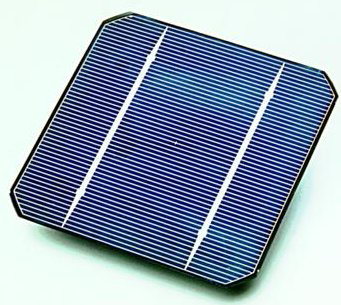
Cellule photovoltaïque à base de silicium monocristallin.

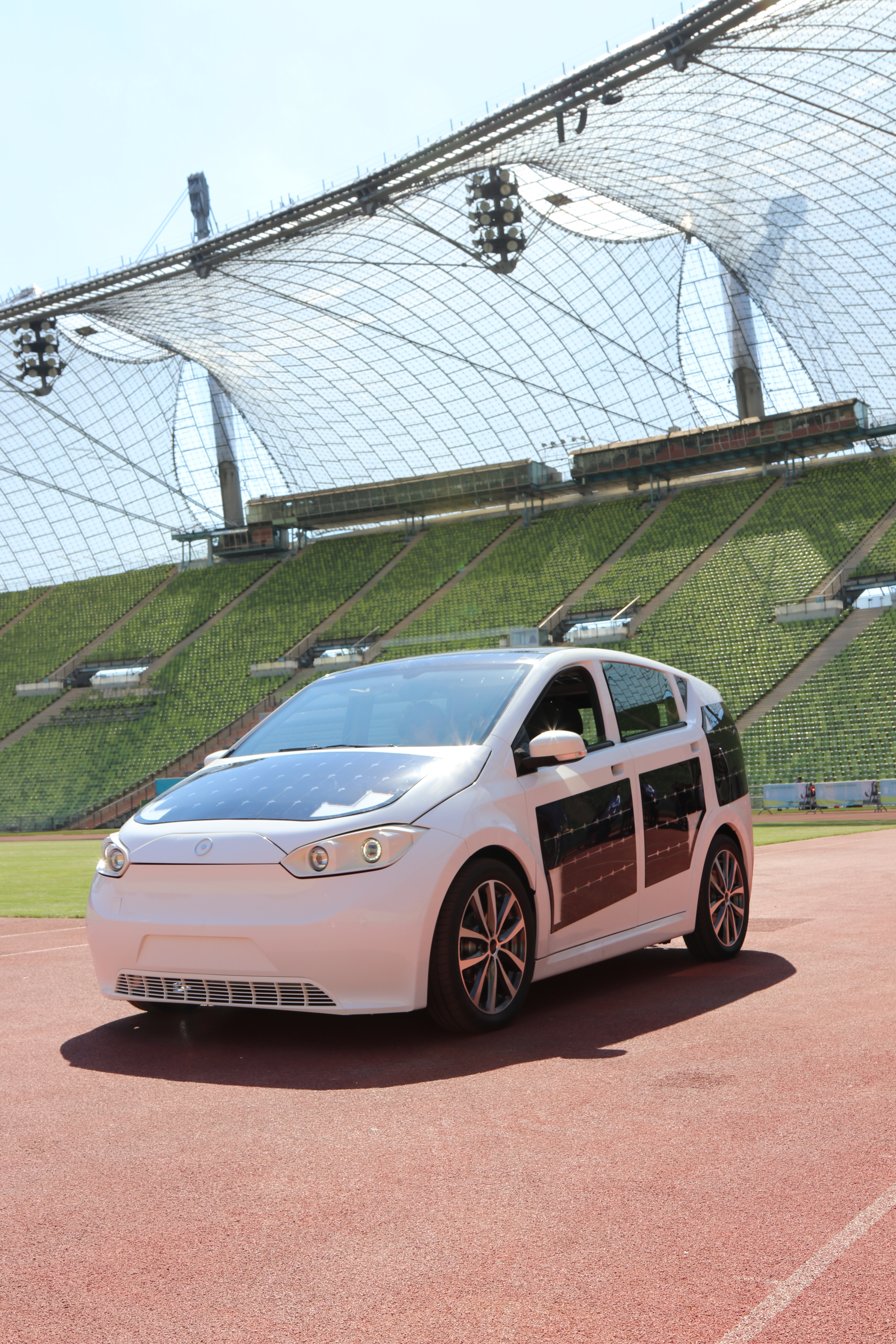
Le toit, le capot et de grandes parties de la coque extérieure du corps du Sion sont équipés de cellules de silicium monocristallin.

Lors du refroidissement, le silicium fondu se solidifie en ne formant qu'un seul cristal de grande dimension, sans joint de grains. On découpe ensuite le cristal en fines tranches qui donneront les cellules. Ces cellules sont en général d'un bleu uniforme.
Cette technique a comme avantage un bon rendement, de 16 à 24 % (en 2015) (~150 Wc/m2),,,, et un nombre de fabricants élevé. Cependant, elle a un coût élevé, un rendement plus faible sous un faible éclairement ou un éclairement diffus, et baisse du rendement quand la température augmente.

### Silicium polycristallin

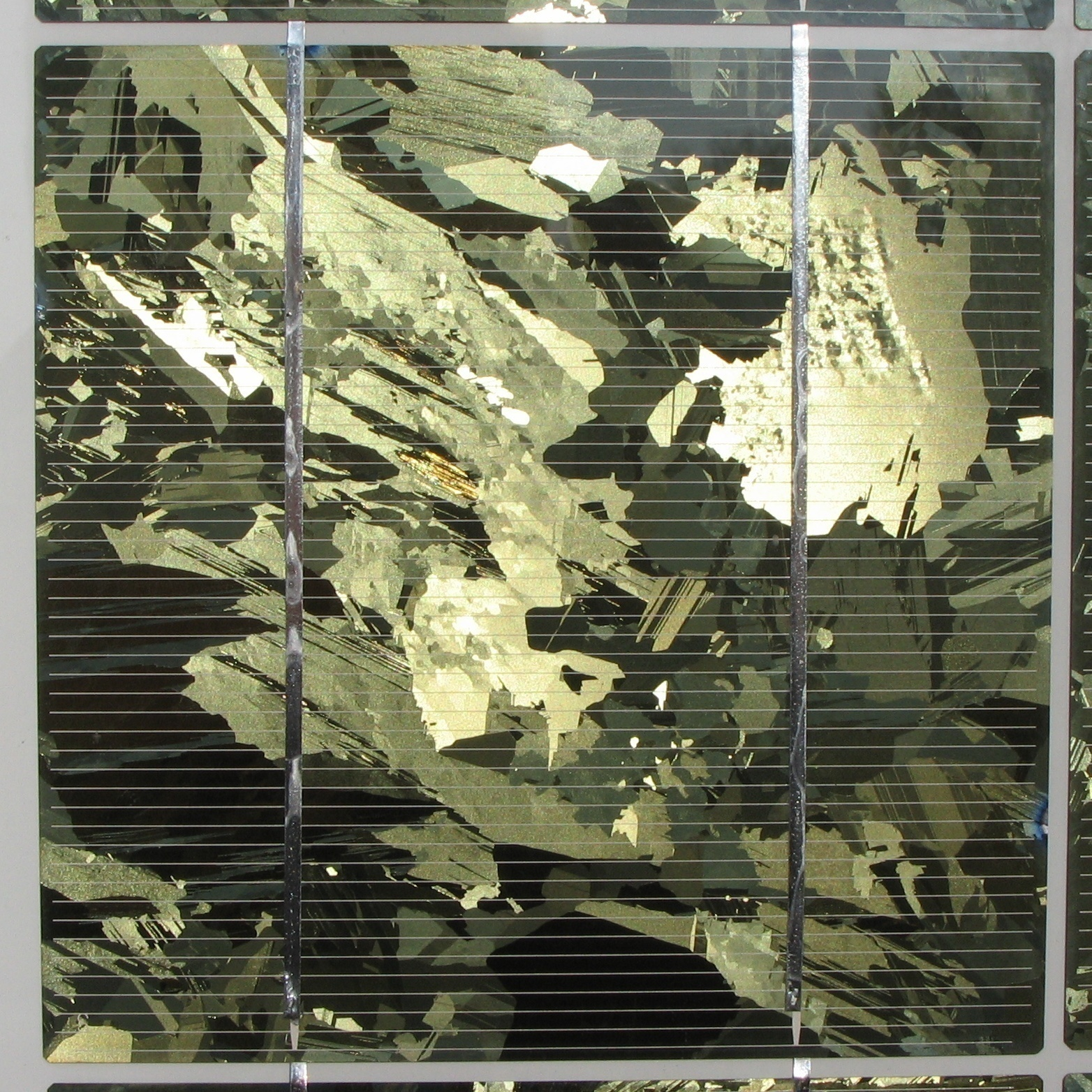
Cellule photovoltaïque à base de silicium multicristallin.

Pendant le refroidissement du silicium dans une lingotière, il se forme plusieurs cristallites. La cellule photovoltaïque est d'aspect bleuté, mais pas uniforme, on distingue des motifs créés par les différents cristallites et les joints de grains.
Elle a comme avantages : 
- une forme de cellule carrée[e] permettant un meilleur foisonnement dans un module ;
- un bon rendement de conversion, environ 100 Wc/m2 (voire plus)[17], cependant un peu moins bon que celui du silicium monocristallin ; rendement de 14 à 18 %[20],[21] ; et un lingot moins cher à produire que le monocristallin. Cependant, elle a un rendement faible sous un faible éclairement ou soleil diffus.

Le terme « silicium multicristallin » est utilisé par la Commission électrotechnique internationale (réf. IEC TS 61836, vocabulaire international photovoltaïque). Le terme polycristallin est utilisé pour les couches déposées sur un substrat (en petits grains).

## Autres matériaux et autres types

### Cellule photovoltaïque tandem
Une cellule photovoltaïque tandem est un empilement de deux cellules simples. En combinant deux cellules (couche mince de silicium amorphe sur silicium cristallin par exemple) absorbant dans des domaines spectraux différents, on améliore le rendement théorique par rapport à des cellules simples distinctes, qu'elles soient amorphes, cristallines ou microcristallines. Elle a une sensibilité élevée sur une large plage de longueur d'onde, et un rendement élevé. Son coût est cependant plus élevé et sa réalisation est plus complexe. Des cellules tandem organiques ont atteint un rendement de 12 % et 18 % pour un tandem de perovskite et de silicium.

### Cellule photovoltaïque multi-jonction
Les cellules multi-jonctions ont été développées pour des applications spatiales, pour lesquelles le paramètre clef n'est pas le rapport puissance/prix (Wc/$) mais la puissance massique, soit le rapport Wc/kg. Le développement a donc porté sur des cellules d'une grande efficacité de conversion. Cette technologie se retrouve également dans la filière photovoltaïque à concentration (CPV), qui bénéficie aussi particulièrement de l'utilisation de cellules de haut rendement.
Les cellules solaires à multi-jonctions sont constituées de plusieurs couches minces déposées par épitaxie en phase vapeur aux organométalliques (EPVOM/MOVPE) ou par Épitaxie par jet moléculaire (EJM/MBE). La cellule multi-jonction typique pour application spatiale est la triple jonction constituée de l'empilement des semi-conducteurs GaInP/GaAs/Ge dont le rendement de conversion avoisine les 30 %,,,. De manière plus générale, chaque semi-conducteur est caractérisé par une énergie minimum appelée bande interdite, ou gap. Les photons ayant une énergie inférieure à ce gap ne peuvent pas être absorbés par le semi-conducteur et ne contribuent donc pas à la génération d'électricité. Les photons d'énergie supérieure au gap provoquent un échauffement du matériau par mécanisme de thermalisation. Il est donc intéressant de superposer judicieusement des semi-conducteurs de gaps différents, permettant de mieux exploiter le spectre solaire et ainsi d'augmenter l'efficacité des panneaux photovoltaïques. Le rendement record de conversion photovoltaïque est ainsi de 47,1 % et a été mesuré sur une cellule 6-jonctions et sous concentration (x143) au NREL.

### Cellule photovoltaïque CIGS
La technique consiste à fabriquer un matériau semi-conducteur à base de cuivre, d'indium, de gallium et de sélénium. Les attraits de cette technologie par rapport aux technologies basées essentiellement sur le silicium sont la possibilité de contrôler et d'optimiser les propriétés du matériau. Un désir de distanciation de l'utilisation d'éléments chimiques rares tels que l'indium a récemment poussé la recherche vers la fabrication de matériaux similaires mais où l'indium et le gallium sont remplacés par les éléments zinc et étain, plus abondants. Cette technologie, nommée CZTS dû aux éléments présents dans sa structure, n'est cependant pas encore disponible sur le marché.

### Cellule à pérovskites
Un domaine de recherche ayant fait l'objet d'une très grande attention durant la dernière décennie est la technologie des pérovskites hybrides organiques-inorganiques, abrégées dans cet article simplement en « perovskite ». Les rendements de conversion de cellules de laboratoire à pérovskites, qui pâtissent encore de problèmes de stabilité, ont été quintuplés en cinq ans pour atteindre environ 20 % en 2015, rendement proche de celui des cellules à base de silicium (25 %). Dans une étude publiée par la revue Science, des équipes de chercheurs indiquent avoir découvert des anomalies dans la structure du matériau, dont la composition était jusque-là pensée uniforme. Ils proposent de corriger celle-ci afin d’améliorer la circulation des électrons avec un traitement chimique, permettant d’améliorer l’uniformité, la stabilité et l’efficacité de ces matériaux. En 2017, une équipe de l'École Polytechnique Fédérale de Lausanne publie une étude suggérant que l'instabilité des cellules à pérovskites peut être surmontée grâce à certaines technologies à faible coût, permettant la fabrication de cellules performantes de confection peu coûteuse.

### Cellule photovoltaïque organique
Les cellules photovoltaïques organiques ont au moins leur couche active constituée de molécules organiques. Un rendement de plus de 15 % a été atteint.

## Usages

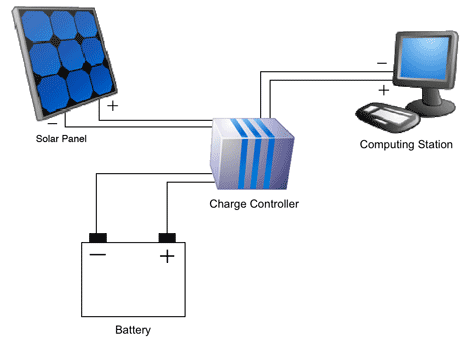
Exemple d'utilisation.

Les cellules photovoltaïques sont parfois utilisées seules (éclairage de jardin, calculatrice, etc.) ou bien regroupées sur des modules solaires photovoltaïques. 
Elles sont très utilisées en remplacement des piles (dont l'énergie est de loin la plus chère pour l'utilisateur ; même pour le fabricant, un compartiment pile et la pile éventuellement fournie peuvent coûter plus cher qu'une cellule), pourvu que le dispositif ne réclame pas trop d'énergie par rapport à la surface qu'on peut accorder au générateur photovoltaïque, et qu'il y ait assez de lumière pendant l'usage : les cellules ont envahi calculatrices, montres, gadgets, etc. Il est possible d'augmenter leur plage d'utilisation avec un stockage (condensateur ou une batterie). Lorsqu'elles sont utilisées avec un dispositif de stockage d'énergie, il est indispensable de placer une diode en série pour éviter la décharge du système pendant la nuit.
Elles sont utilisées pour produire de l'électricité pour de nombreuses applications (satellites, parcmètres, avion solaire, bateau solaire...), ainsi que pour alimenter des habitations ou un réseau public de distribution dans le cas des centrales solaires photovoltaïque.

## Prospective, recherche et développement

Évolution, en Europe, de la production d'énergie solaire en watts par personne entre 1992 et 2014.

Les différentes techniques du photovoltaïque n'ont pas encore atteint leur plein potentiel et de nombreuses pistes de recherche sont encore à explorer. Il s'agit de diminuer le prix de revient de l'électricité produite et d'augmenter la fiabilité, la durée de vie, la souplesse d'usage, la facilité d'intégration dans des objets, etc.

### Incitation à l'innovation
Le manque de silicium purifié ou la pénurie de produits dopants (le prix de l'indium a décuplé de 2002 à 2009, du fait de sa raréfaction) accroît encore l'incitation à l'innovation sur un marché en forte croissance qui s'annonce colossal, surtout si on parvient à baisser le prix de revient de l'électricité produite et à le rapprocher de celui des combustibles fossiles. 
L'enjeu contemporain majeur reste donc d'élaborer des cellules très performantes mais aussi stables (pouvant résister plusieurs années à des conditions météorologiques difficiles), ne nécessitant pas de ressources rares, et facilement réalisables en grandes quantités, par exemple grâce à l'impression 3D. 
De nouveaux développements sont périodiquement annoncés par les sociétés de fabrication, par exemple : 
- une alternative au sciage a été développée par Evergreen Solar : c'est le dépôt de silicium encore liquide sur un film où il se cristallise directement à l'épaisseur du wafer ;
- la taille des wafers croit régulièrement. Ceci diminue le nombre de manipulations ;
- on cherche à mieux valoriser toutes les longueurs d'onde du spectre solaire (dont l'infra-rouge, ce qui ouvrirait des perspectives très intéressantes : transformation directe de la lumière d'une flamme en électricité, rafraîchissement).

### Intégration dans la vie commune
En 2015 et 2016, un concept de « route solaire » (en anglais wattway) a été proposé en France par la société Colas. Des dalles photovoltaïques de 7 mm d'épaisseur sont collées à une chaussée classique ; 1 km d'une telle route pourrait alimenter l'éclairage public d'une ville de 5 000 habitants selon l'Ademe et le Groupe COLAS ; et 20 m un foyer en électricité (hors chauffage). Ce projet est soutenu par la ministre de l'environnement. La « route solaire » a été inaugurée officiellement le 22 décembre 2016, dans le village normand de Tourouvre. Jusqu’à ce jour, le concept était déjà expérimenté sur quatre sites pilotes : deux en Vendée, un à Septèmes-les-Vallons, près de Marseille, un dans les Yvelines sur des parkings, ou devant des bâtiments publics.

### Concepts alternatifs

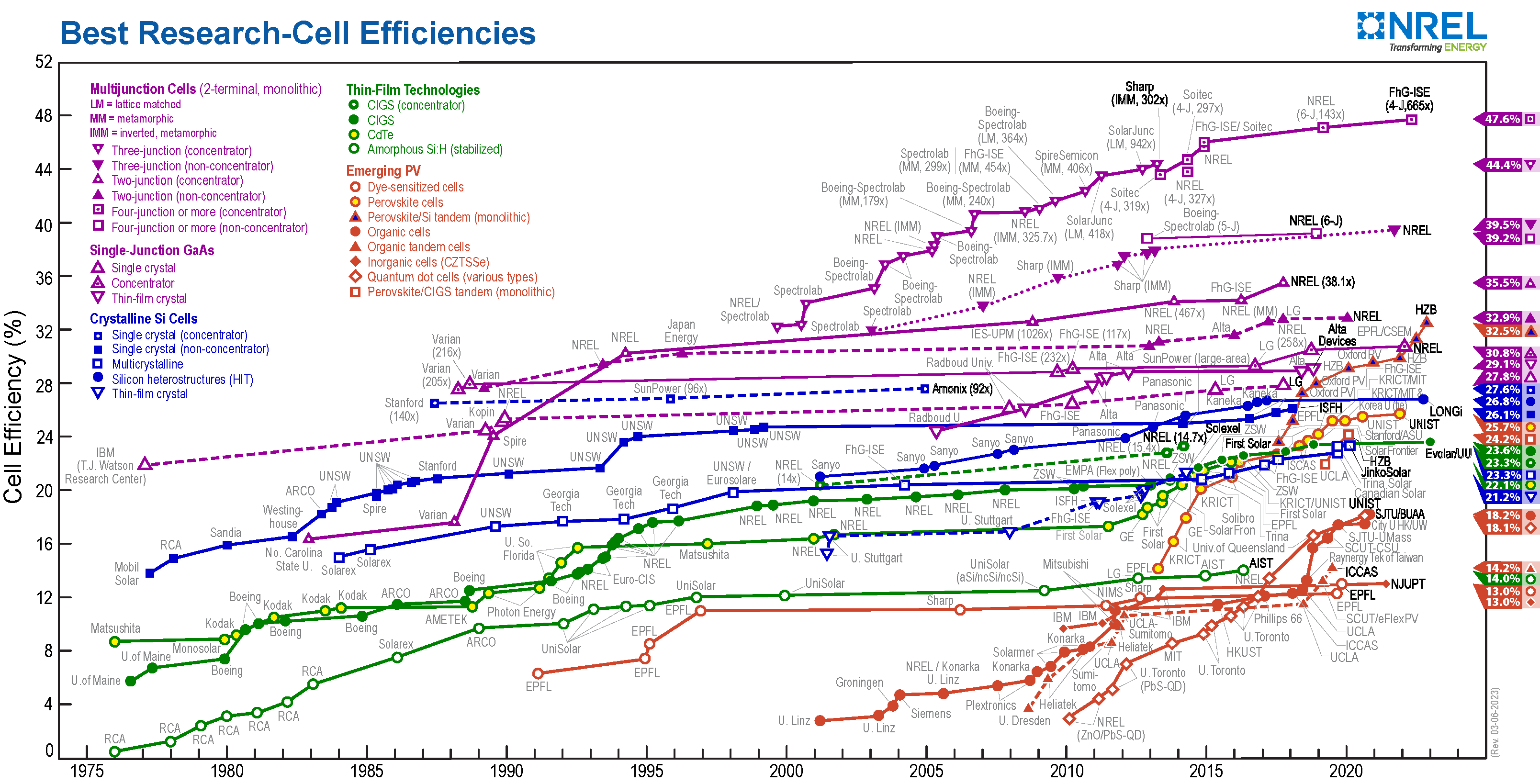
Évolution temporelle des rendements selon le NREL. Légende :,,,.

#### Concentration de la lumière
Des concentrateurs (déjà utilisés sur les satellites) sont testés sur terre pour produire des cellules photovoltaïques à concentration (HCPV), associées à des trackers plus performants qui permettraient, en outre, d'alléger les systèmes en divisant le poids de béton par dix et la quantité de métal par deux. Via des miroirs et des lentilles incorporées dans le panneau, ils focalisent le rayonnement sur l'élément essentiel et coûteux qu'est la cellule photovoltaïque et ses semi-conducteurs. 
Fin 2007, Sharp annonce disposer d'un système concentrant jusqu'à 1 100 fois le rayonnement solaire (contre 700 fois pour le précédent record en 2005) ; début 2008, Sunergi atteint 1 600 fois. La concentration permet de diminuer la proportion du panneau consacrée à la production de l'électricité et donc son coût. De plus, ces nouveaux matériaux (les III-V notamment) supportent très bien l'échauffement important dû à la concentration du flux solaire.

#### Utilisation de l'infra-rouge
Des panneaux solaires transformant les infrarouges en électricité (cellules thermophotovoltaïques) ont été mis au point par le Boston College de Chestnut Hill (Massachusetts). Une production électrique devient théoriquement possible à partir de toute source de chaleur, même de nuit. Pour l'instant, seule une partie de la lumière visible, principalement les rayonnements verts et les bleus, est transformée en électricité et le rayonnement infrarouge n'est utilisé que par les panneaux thermiques pour chauffer de l’eau.
Une équipe du MIT, David Bierman, Marin Soljačić et Evelyn Wang, a développé un nouveau type de convertisseur thermophotovoltaïque. Le fonctionnement de leur dispositif consiste d’abord à convertir l’intégralité du spectre lumineux visible en chaleur en utilisant une couche de nanotubes de carbone. La deuxième couche absorbeur/émetteur de cristaux photoniques va concentrer cette chaleur. Lorsque la température atteint 1 000 °C, elle va émettre un nouveau rayonnement. Cette couche de cristaux photoniques étant sélective, elle laisse passer une bande étroite de ce rayonnement en direction d’une cellule photovoltaïque optimisée pour convertir ce rayonnement en électricité. 

### Matériaux moins communs

#### Basés sur le cuivre
D'autres semi-conducteurs (sélénium, association cuivre-indium-sélénium (CIS) en couche mince) sont étudiés. En France, l'institut de recherche et développement sur l'énergie photovoltaïque (IRDEP) s'intéresse au CIS au rendement modeste de 12 %, mais à faible coût de fabrication. En 2009, selon ENF, 25 entreprises produisent ce type de panneau solaire, Würth Solar est le principal vendeur avec 15 MWc vendus en 2007. Showa Shell doit mettre en service en septembre 2010 une centrale photovoltaïque de 1 MW en modules « CIS », sur son terminal pétrolier de la Préfecture de Niigata.

#### Boîtes quantiques
L'usage de matériaux composés de « boîtes quantiques » permettra d'atteindre 65 % dans le futur (avec un maximum théorique de 87 %),,,,. Les dispositifs à multi-jonctions GaAs sont les cellules les plus efficaces. Spectrolab a obtenu, en décembre 2006, un rendement de 40,7 % d'efficacité et un consortium (dirigé par des chercheurs de l'université du Delaware) a obtenu, en septembre 2007, un rendement de 42,8 %. 

#### Cellules solaires organiques
Des cellules photovoltaïques en polymères peuvent être fabriquées avec des composés organiques (matières plastiques), pour réaliser des panneaux souples et légers, des tuiles, voiles ou tissus photovoltaïques, espère-t-on à faible coût de fabrication. Pour l'instant, leurs rendements sont faibles (5 % maximum), ainsi peut-être que leur durée de vie, et de nombreux problèmes techniques restent à résoudre. Début 2008, le groupe japonais Fujikura a annoncé[réf. incomplète] avoir testé une cellule photovoltaïque organique de type Grätzel pendant 1 000 heures à 85 °C et une hygrométrie de 85 %. Elle s'est avérée non seulement plus résistante, mais d'un rendement amélioré de 50 à 70 %, grâce à une surface dépolie qui diffuse aléatoirement la lumière réfléchie à l'intérieur de la cellule où elle libère à nouveau des charges électriques en activant d'autres pigments photosensibles.